# Medal of Freedom
 Ikke at forveksle med Presidential Medal of Freedom.
Medal of Freedom var en amerikansk medalje og udmærkelse indstiftet af Harry S. Truman, som var tiltænkt skulle tildeles af udenrigs-, krigs- eller flådeministeren, men blev også tildelt af Dwight D. Eisenhower og John F. Kennedy. Medaljen blev tildelt mellem 1945 og 1961, den første kvinde og amerikanske statsborger til at modtage den var Anna M. Rosenberg af krigsminister Robert P. Patterson.
Medaljen som blev erstattet af Presidential Medal of Freedom indstiftet af John F. Kennedy, tildeltes civile som hjalp USA og dets allierede i krigsindsatsen under 2. verdenskrig og senere krige.

## Danske modtagere
- Nedkastningschef Jens Toldstrup[3].
- Løjtnant i British Army, Jens Lillelund modtog medaljen for sit modstandsarbejde i Danmark under Anden Verdenskrig ved en ceremoni i London d. 17. september 1948 [4][5][6]
- Havnefoged Holger Christen Jensen for sin indsats på invasionsfronten i Frankrig og før den tid i Island og England.[7]
- Modstandsmand Bent Faurschou Hviid (Flammen) blev tildelt udmærkelsen posthumt i 1951.
- Modstandsmand Jørgen Haagen Schmith (Citronen) blev ligeledes posthumt tildelt udmærkelsen i 1951.
- Søofficer Christian Hassager Christiansen blev tildelt medaljen den 1. december 1947.